# Gare de Pont-Céard
La gare de Pont-Céard est une gare ferroviaire située à Versoix dans le canton de Genève (Suisse).

## Situation ferroviaire
Établie à 393 mètres d'altitude, la gare de Pont-Céard est située au point kilométrique (PK) 51,06 de la ligne Lausanne – Genève entre les gares de Versoix et de Mies.

## Service des voyageurs

### Accueil
La gare est composée d'un quai latéral, côté est, équipé d'un abri et accessible par une rampe depuis le chemin de Pont-Céard.

### Desserte
La gare est desservie par les trains Léman Express qui relient la gare de Coppet aux gares d'Évian-les-Bains (L1), d'Annecy (L2), de Saint-Gervais-les-Bains-Le Fayet (L3) et d'Annemasse (L4).

### Intermodalité
La gare est desservie par la ligne de bus 50 des Transports publics genevois, l'arrêt est situé au nord de la gare, sur le chemin de Pont-Céard.